# Ćavarov Stan
Ćavarov Stan je naseljeno mjesto u općini Tomislavgrad, Federacija Bosne i Hercegovine, BiH.

## Stanovništvo

### 1991.
Nacionalni sastav stanovništva 1991. godine, bio je sljedeći:
ukupno: 
- Hrvati - 66

### 2013.
Nacionalni sastav stanovništva 2013. godine, bio je sljedeći:
ukupno: 343
- Hrvati - 343